# Нікітін Андрій Анатолійович
Андрій Анатолійович Нікітін (рос. Андрей Анатольевич Никитин; нар. 2 квітня 1972, Смоленськ, РРФСР) — радянський та російський футболіст, захисник та півзахисник.

## Життєпис
Футбольну кар'єру розпочав у Чехії. З 1988 по 1991 роки (з невеликими перервами) виступав у футболці київського «Динамо». Через високу конкуренцію в таборі столичних динамівців за головну команду клубу провів лише дві  гри у кубку Федерації, натомість у першості дублерів у футболці киян зіграв 19 матчів. У 1988 році пробував свої сили й у друголіговій смоленській «Іскрі», але в її складі також не зіграв жодного офіційного поєдинку. В 1990 році перейшов до білоцерківського «Динамо», яке виступало в Другій нижчій лізі чемпіонату СРСР. У складі «Динамо» зіграв 12 матчів чемпіонату. У 1991 році приєднався до першолігового «Геолога» з Тюмені, у футболці якого провів 19 поєдинків. Дебютував у тюменському клубі 5 серпня 1991 року в програному (0:1) виїзному поєдинку 24-го туру проти ставропольського «Динамо». Андрій вийшов на поле на 46-ій хвилині, замінивши Андрія Власова.
Напередодні початку сезону 1991/92 років виїхав до Австрії, де захищав кольори нижчолігового ФК «Шпітталь-ан-дер-Драу».
У 2001 році підписав контракт з клубом «Біохімік-Мордовія» з другого дивізіону російського чемпіонату. Дебютував у футболці саранського клубу 17 квітня 2001 року в програному (0:2) виїзному поєдинку 1/256 фіналу кубку Росії проти земляків зі «Світлотехніки». Нікітін вийшов у стартовому складі та відіграв увесь матч. Дебютний матч у другому дивізіоні провів 21 квітня 2001 року в рамках 1-го туру в зоні «Поволжя» проти «Металурга» з Викси. Нікітін вийшов у стартовому складі та відіграв увесь матч. У футболці «Біохіміка» зіграв у 63-ох поєдинках чемпіонату.
Пізніше на аматорському рівні виступав у чемпіонаті Смоленської області в складі ФК «Печерська» та «Дружини» (Смоленськ).